# Martin Tofinga
Martin Puta Tofinga est un homme politique gilbertin et une personnalité de la société civile des Kiribati.

## Biographie
Il est le ministre de l'Environnement, des Affaires foncières et du Développement agricole durant le premier mandat du président Anote Tong (2003-2007), et crée avec le président en 2006 l'Aire protégée des îles Phœnix, classée par la suite au patrimoine mondial de l'UNESCO,. 
Président et directeur exécutif de la Chambre de commerce et d’industrie des Kiribati au début des années 2010, il est élu député de la circonscription de Betio au Parlement des Kiribati aux élections législatives de 2011. Il est battu dans sa circonscription aux élections de 2016.
À la fin des années 2010 il est le président de la Croix-Rouge des Kiribati. Il devient par la suite président de la Fédération des Kiribati de football, fonction qu'il exerce au moment de sa mort à Betio en août 2023.